# Süntel

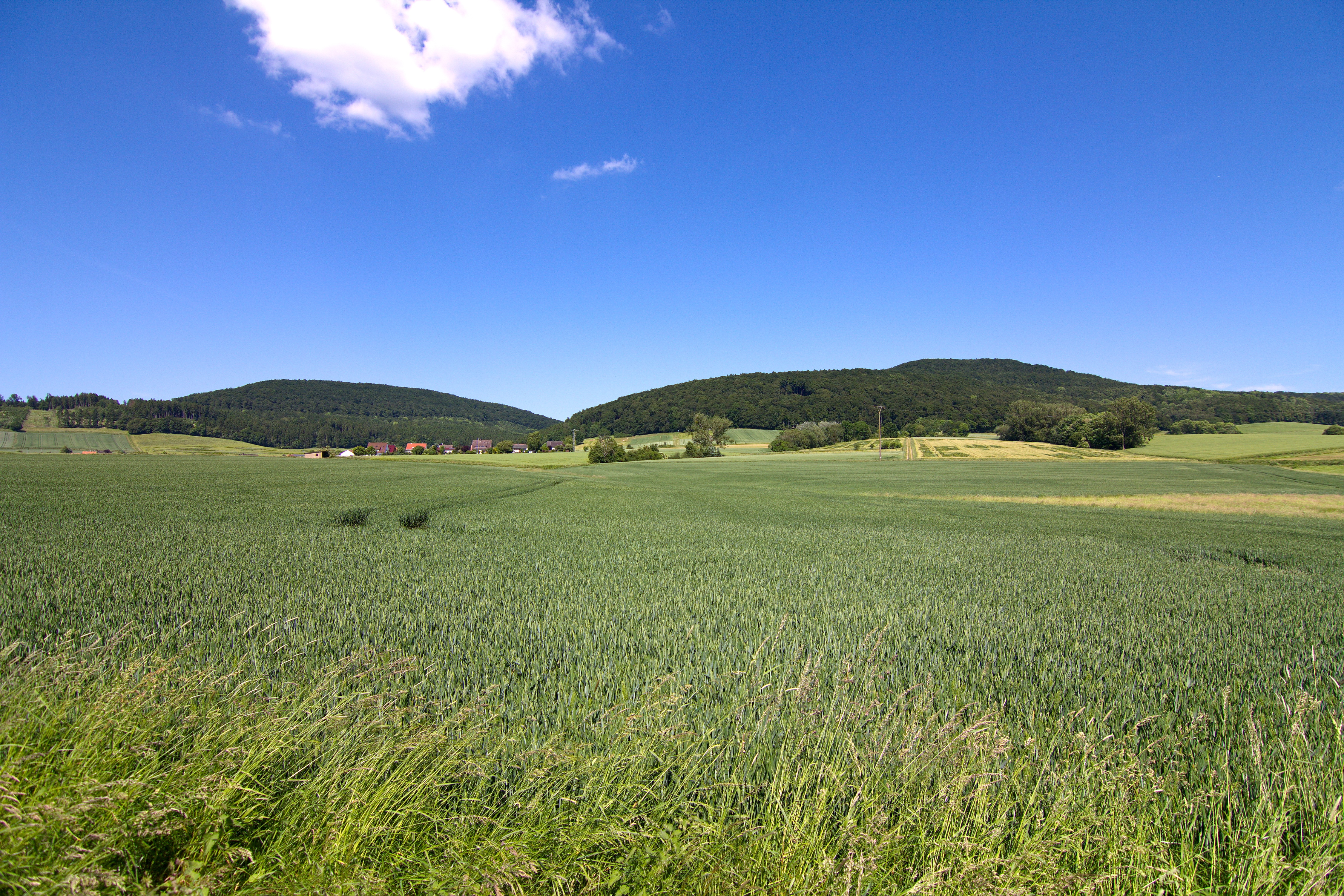
Süntel von der L423 aus gesehen

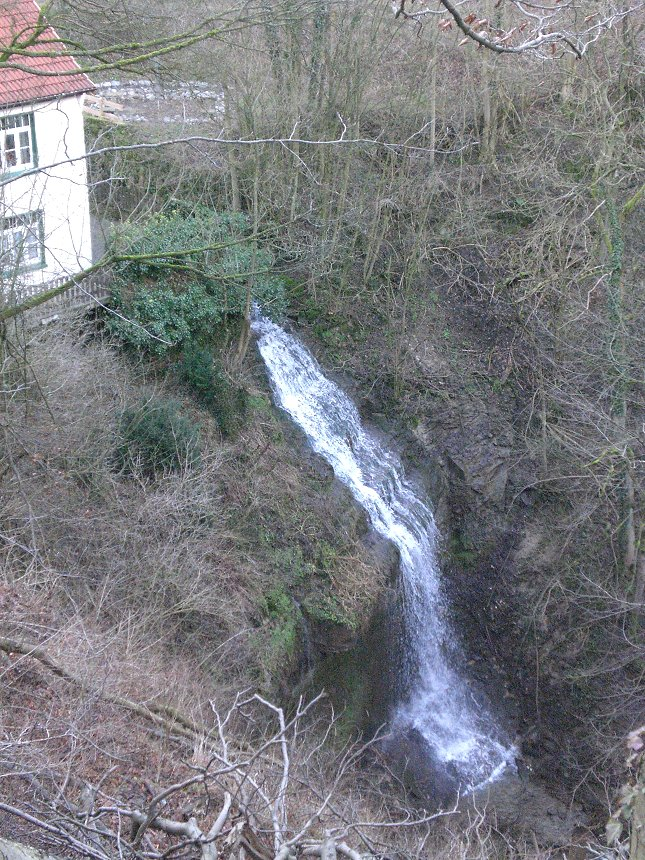
Langenfelder Wasserfall (mit 15 m Höhe der höchste natürliche Wasserfall Niedersachsens)

Der Süntel ist ein 442,5 m ü. NHN hoher Mittelgebirgsstock im Calenberger Bergland (Teil des Weserberglandes) in Niedersachsen südwestlich von Hannover, nördlich von Hameln und westlich von Bad Münder.

## Geographie
Der Süntel ist einer der typischen kompakten Bergstöcke des Weserberglandes, die diesem Landschaftsraum neben schmalen Schichtkämmen sein Gepräge geben. In einer Entfernung von rund 15 Kilometern nördlich der Stadt Hameln erstreckt sich der Süntel von Nordwesten nach Südosten über etwa 12 km als östliche Fortsetzung des Wesergebirges und ist umgeben vom Auetal im Norden, dem Deister-Süntel-Tal im Nordosten und dem oberen Wesertal im Südwesten. Die höchste Erhebung liegt im Südosten mit dem sanft ansteigenden Doppelgipfel der Hohen Egge. Im mittleren Teil stellt der Süntel eine von gewundenen, nach Südwesten gerichteten Tälern stark zerlappte Schichtstufe dar, eine im Leine- und Weserbergland eher seltene Gebirgsform (neben Osterwald, südlichem Deister und den Sieben Bergen). Hier prägen lange, senkrechte, und am Hohenstein bis zu 60 m hohe Wandfluchten das Landschaftsbild, sowie zahlreiche Besonderheiten wie Wasserfälle, Hangrutschungen, schluchtartige Kerben, Zerrspalten und Höhlen. Am Pass von Rohden geht der Süntel nach Westen in die schmale Gipfelkette des Wesergebirges über.
Der Süntel gehört zum Naturpark Weserbergland Schaumburg-Hameln. Der Hohenstein mit seiner engeren Umgebung ist ein Naturschutzgebiet, für das oberhalb der höchsten Klippen ein Betretungsverbot besteht.
In älterer Zeit galt die Bezeichnung Süntel auch offiziell für ein größeres Gebiet, das vom Wiehengebirge über das Wesergebirge zum Süntel reicht. Auch aus geomorphologischer Sicht ist es nicht abwegig, diese Teile als Einheit zu behandeln.

## Geologie

### Allgemeines
Der südöstliche Teil des Süntels mit der Hohen Egge besteht vorwiegend aus Wealdensandsteinen der unteren Kreidezeit mit geringen Steinkohle-Einlagerungen. Der nordwestliche Bereich mit dem Hohenstein und seiner 350 m langen und 50 bis 60 m hohen Felssteilwand besteht aus Kalkstein des oberen Jura, dem Korallenoolith. Die unteren Hänge bestehen aus wenig standfesten Heersumer Schichten, die verbreitet überdeckt sind von Schottern des Inlandeises der Saale-Eiszeit.

### Besonderheiten
Geologische Besonderheiten des Süntels sind:
- Riesenberghöhle bei Langenfeld, größte Tropfsteinhöhle Niedersachsens
- Schillat-Höhle, als Schauhöhle für Besucher geöffnet
- im Talschluss des felsigen Höllengrunds die beiden höchsten natürlichen Wasserfälle Niedersachsens an der Höllenmühle bei Langenfeld (siehe auch: Liste der Wasserfälle in Deutschland)
- Hohenstein-Plateau nördlich von Hessisch Oldendorf mit Felswänden und tiefem Zerrspaltensystem.

## Geschichte
- Historisch interessant ist das Dachtelfeld, eine über 100 ha große und bis 350 m hohe Hochebene. Aufständische Sachsen vernichteten hier im Jahr 782 in der Schlacht am Süntel einen Teil der fränkischen Besatzungstruppen, was noch im selben Jahr von Karl dem Großen durch das Blutgericht von Verden gerächt wurde.
- Der Hohenstein gilt als alte germanische Kultstätte, die dem Gott Donar gewidmet war. Um diesen Berg und seine Felsvorsprünge „Hirschsprung“, „Grüner Altar“ und „Teufelskanzel“ ranken sich zahlreiche alte Sagen.
- Auf dem Amelungsberg finden sich die Überreste der frühgeschichtlichen bis mittelalterlichen Wallanlage Amelungsburg und ein steinzeitliches Großsteingrab.
- Oberhalb von Rohden liegt der Burgstall der Burg Roden.
- Aus jüngerer Vergangenheit stammen Spuren des Kohlebergbaus im südöstlichen Teil des Süntels bei Bad Münder.
- Zwischen 1933 und 1938 entstand im Auftrag der Stadt Hameln das damalige Horst-Wessel-Denkmal.
- Im Süntel befanden sich eine US-Radarstation auf der Hohen Egge und ein NATO-Depot bei Hülsede.

## Sagen
Wie auch viele andere Waldgebiete gibt es für den Süntel zahlreiche Sagen. Eine der bekanntesten ist die Sage vom Baxmann, nach der sich der Bösewicht immer noch an der Baxmannquelle in der Nähe der Baxmann-Baude aufhält, wohin er verbannt wurde, um die Quelle mit einem Fingerhut auszuschöpfen.

## Flora und Fauna

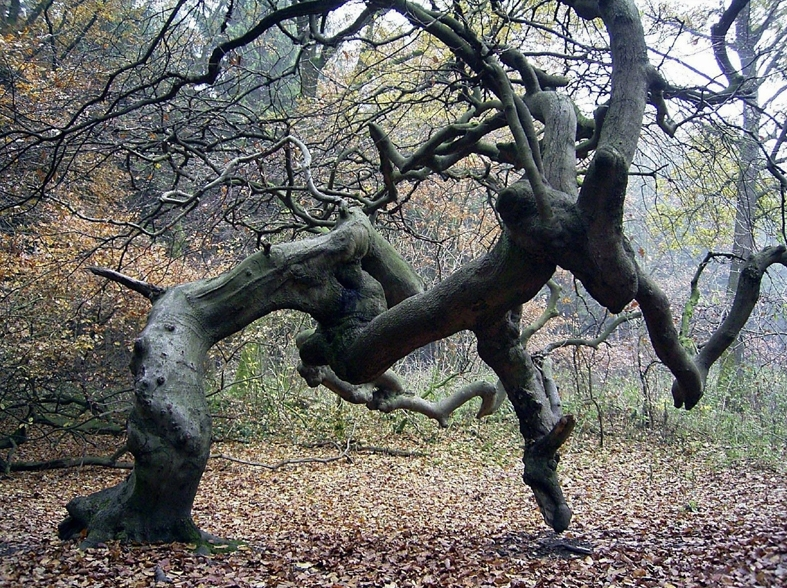
Süntelbuche bei Hülsede

Der Süntel ist ein Buchenmischwald, in dem es neben der dominierenden Rot-Buche noch viele andere Baumarten gibt, wie Eichen, Fichten, Europäische Hainbuche, Gewöhnliche Douglasie und Europäische Eibe, sowie die etwas seltenere Elsbeere. Eine botanische Rarität stellen die Süntelbuchen dar, von denen es im Süntel (Dachtelfeld und Bleeksgrund) noch knapp ein Dutzend älterer Exemplare gibt. Der letzte große Süntelbuchenwald auf der Westeregge wurde 1843 fast vollständig gerodet. Darüber hinaus findet man noch zahlreiche selten gewordene krautige Pflanzenarten wie Schlüsselblumen, Märzenbecher, Hufeisenklee, Frauenschuh, Geflecktes Knabenkraut und Farnarten wie Hirschzungenfarn und Streifenfarn.
Neben Reh- und Schwarzwild gibt es im Süntel auch Muffelwild. Selten zeigen sich Schleiereule, Turmfalke, Schwarzspecht und Edelmarder. Am Südhang wird gelegentlich der Schwarzstorch gesichtet.

## Wirtschaft und Tourismus
Neben der Forstwirtschaft und dem Tourismus nimmt im Süntel der Gesteinsabbau eine wichtige Stellung ein.
Der Süntelsandstein wurde für viele bekannte Bauten der Umgebung verwendet, wie z. B. beim Rattenfängerhaus in Hameln, Schloss Barntrup, Schloss Schwöbber und Schloss Hämelschenburg. Der Kalkstein aus Steinbrüchen bei Pötzen, Segelhorst, Langenfeld und Hamelspringe wird für den Straßenbau genutzt.
Die Stadt Münder hat von 1809 an etwa ein halbes Jahrhundert lang Kohlebergbau im Süntel betrieben.
Im Süntel gibt es sowohl Wanderwege mit Ausblicken in die Täler als auch lange gerade, etwas eintönige Wirtschaftswege ohne Beschilderung. Der Hohensteinfelsen dient Kletterern und Alpinisten als Trainingsgelände.
In Hülsede ist ein Skilift am Kehen Brink.

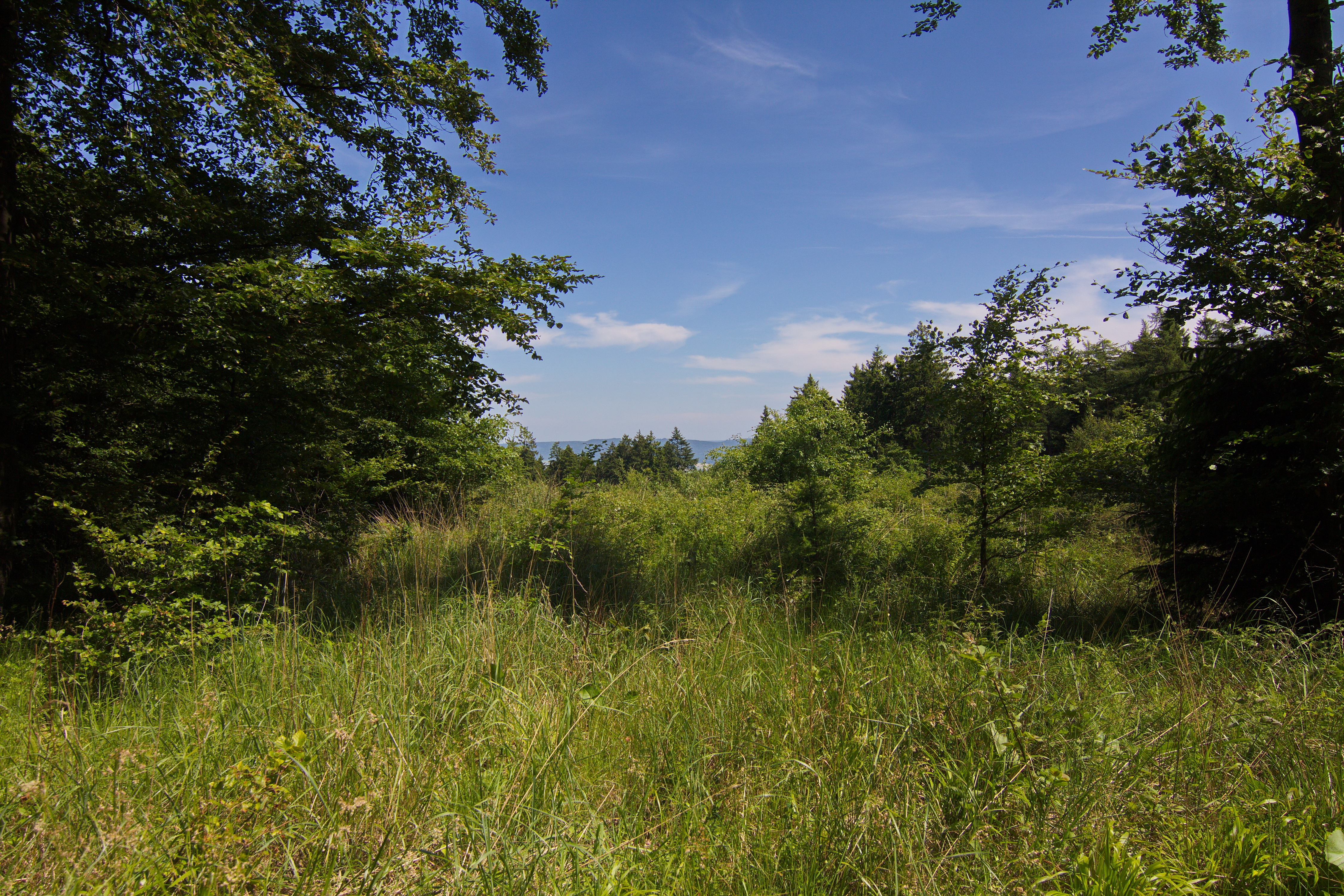
Blick zum Deister von der Hohen Egge
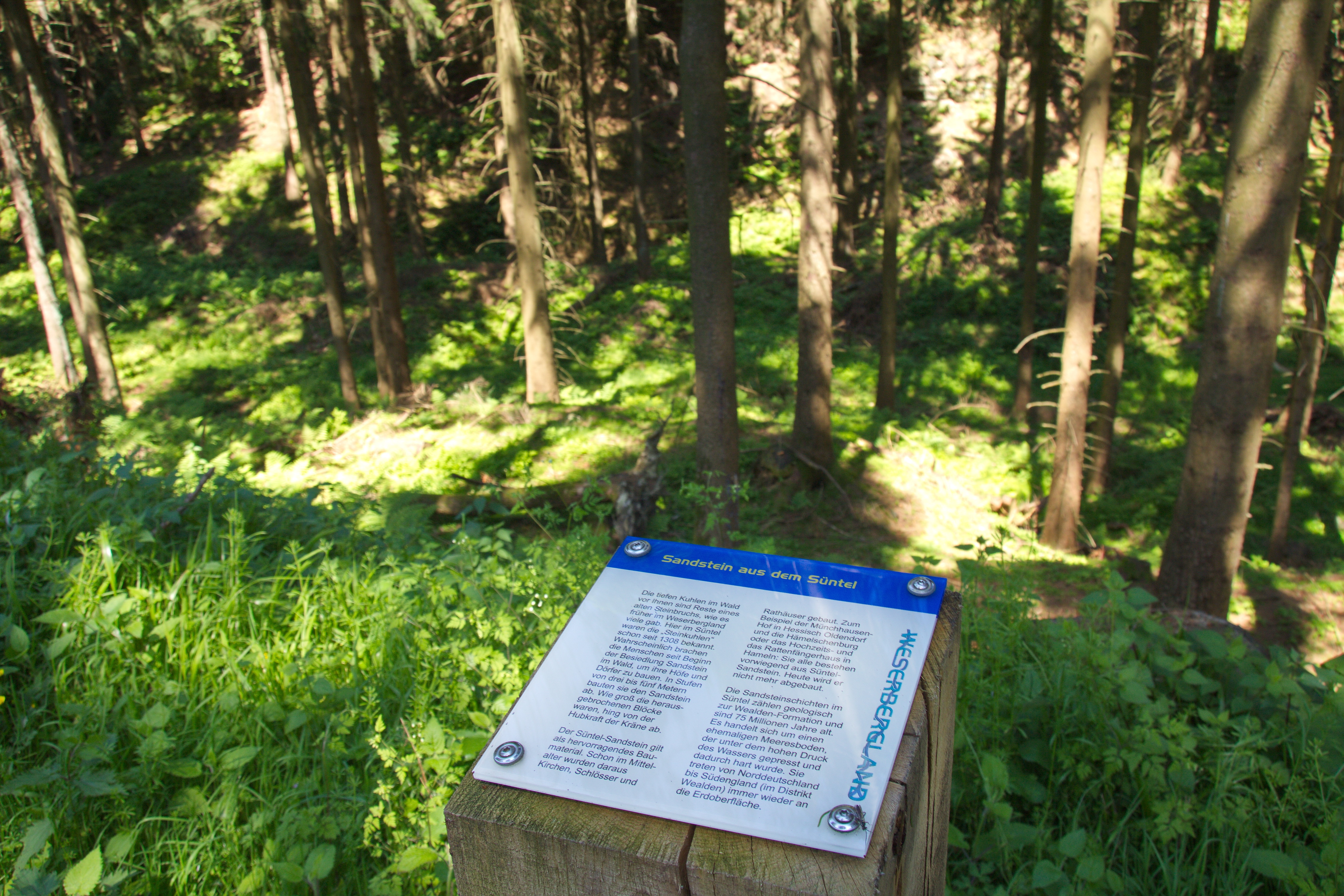
Sandstein aus dem Süntel
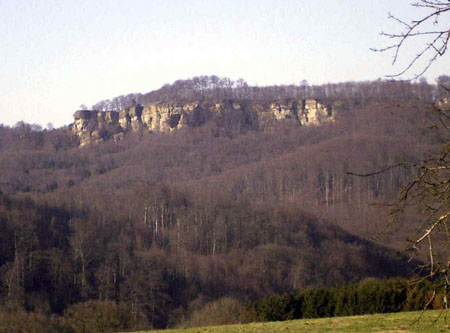
Der Hohenstein im Süntel
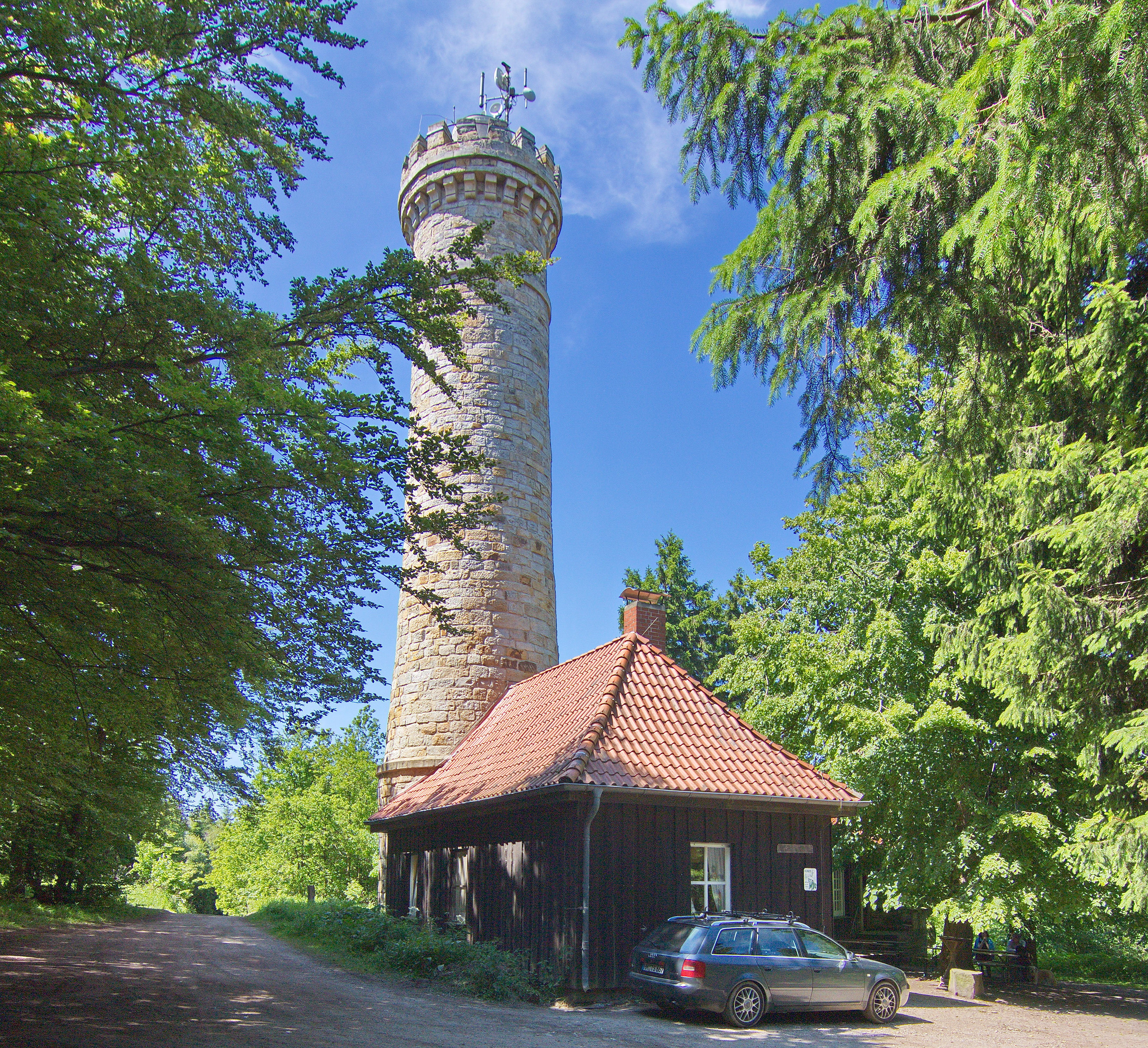
Der Süntelturm auf der Hohen Egge
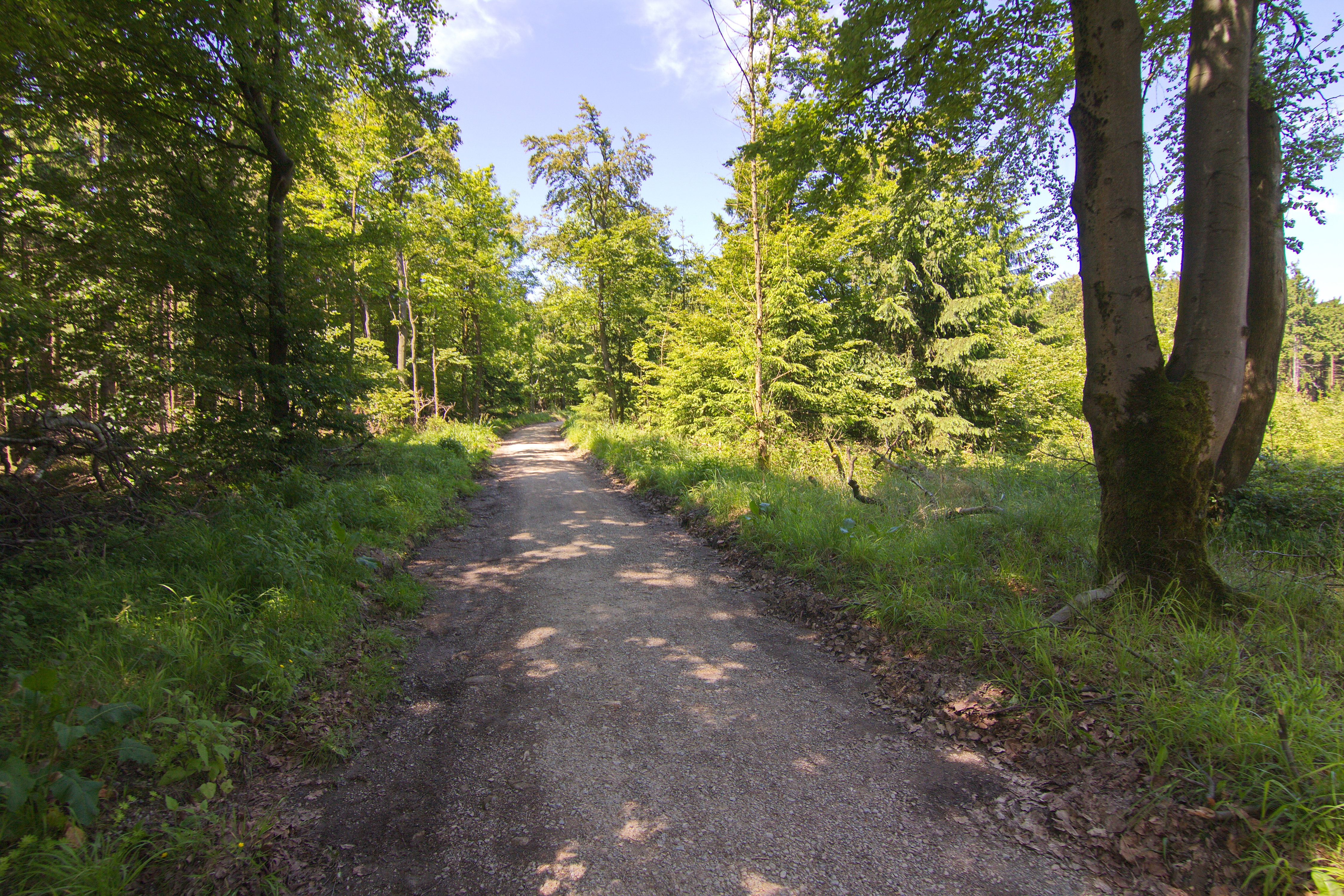
Weg zum Süntelturm

## Berge und Täler

### Berge
Berge und Erhebungen des Süntels sind – mit Höhe in Metern über Normalhöhennull (NHN):
- Hohe Egge (ca. 442,5 m) mit Süntelturm (Süden) und Sendemast (Norden, 435,2 m); im Süntel-Zentrum
- Bakeder Berg (etwa 375 m); südwestlich von Bakede
- Hoher Nacken (oder: Hohenacken; etwa 375 m); nordöstlich von Pötzen
- Dachtelfeld (356,0 m); im Süntel-Zentrum
- Katzennase (352,7 m); nordöstlich von Hessisch Oldendorf-Haddessen
- Südwehe (etwa 350 m)
- Hohenstein (340,5 m); mit „Grünem Altar“, „Teufelskanzel“, „Hirschsprung“ und nahem „Kreuzstein“; zwischen Langenfeld und Zersen
- Amelungsberg (etwa 325 m); nordöstlich Segelhorsts
- Borberg (etwa 320 m), mit Felsklippe Roter Stein; nordnordöstlich von Hessisch Oldendorf-Bensen
- Ramsnacken (etwa 320 m), mit „Moosköpfeklippen“; südwestlich Langenfelds
- Riesenberg (etwa 310 m), mit einem Steinbruch; südlich Langenfelds
- Schrabstein („Schrabst“, 300,2 m); zwischen Rohdental und Langenfeld
- Iberg (etwa 300 m); zwischen Auetal-Rannenberg und Hessisch Oldendorf-Langenfeld
- Moosköpfe (etwa 300 m); südöstlich Langenfelds
- Mittelberg (297,0 m); nördlich von Hessisch-Oldendorf-Barksen
- Mattenberg (288,6 m); westlich von Hamelspringe
- Hasseln (286,5 m)
- Osterberg (260,1 m); nordöstlich von Hessisch Oldendorf-Bensen
- Hünenburg (251,7 m); zwischen Rohdental und Rannenberg
- Westerberg (249,2 m); nördlich von Hessisch Oldendorf-Bensen
- Baumgartenberg (232,1 m); nördlich von Hessisch Oldendorf-Segelhorst
- Hülsebrink (227,2 m); nördlich von Klein Süntel
- Wendgeberg (oder: „Wenchenberg“, etwa 223 m), nordnordöstlich von Hessisch Oldendorf-Zersen

### Täler
Zu den Tälern des Süntels gehören: 
- Bleeksgrund
- Höllengrund
- Langes Föhrtal
- Schneegrund
- Totental
- Wellergrund
- Fischertal

## Ortschaften
Gemeinden und Städte am Süntel sind: 
- Gemeinde Auetal
- Gemeinde Hülsede
- Stadt Bad Münder am Deister
- Stadt Hessisch Oldendorf
- Stadt Hameln

## Gaststätten

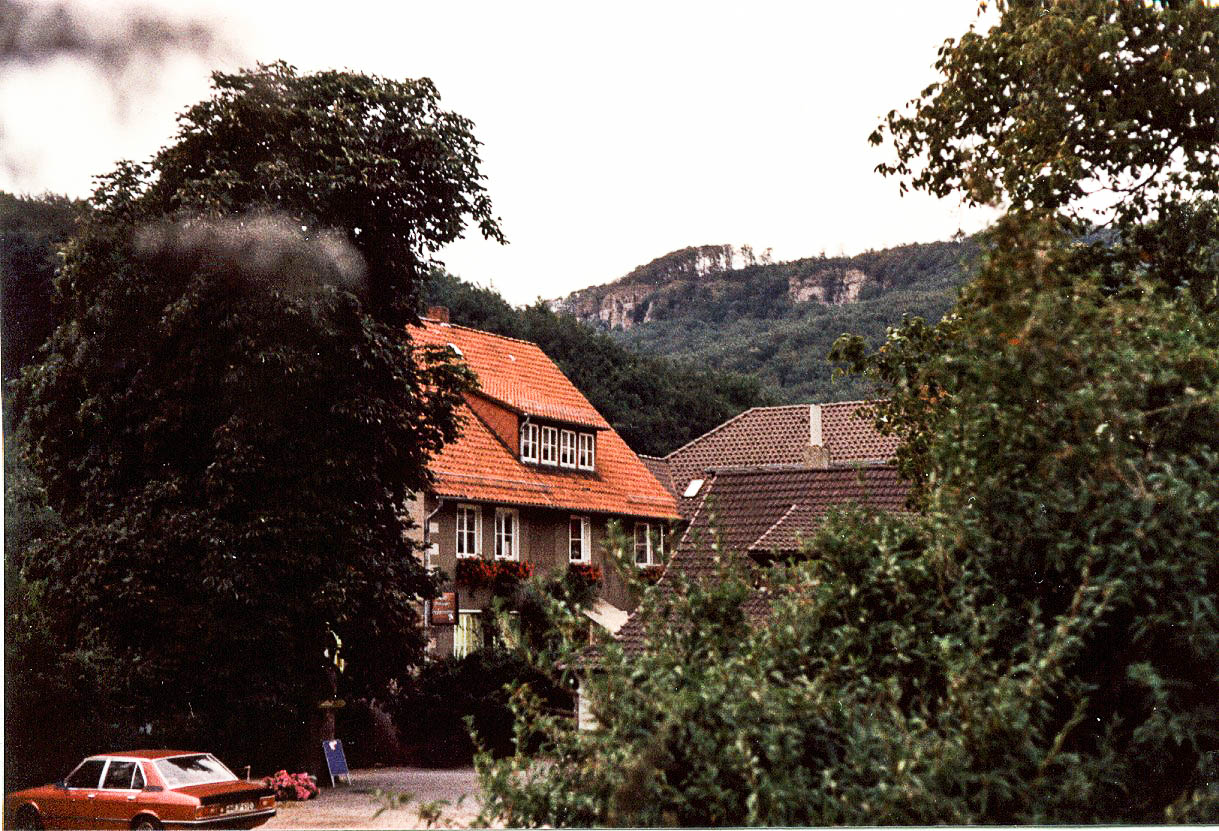
Pappmühle bei Zersen (1983)

Zu den Waldgaststätten im und am Süntel gehören: 
- Bergschmiede, bei Bad Münder am Deister
- Süntelturm auf der Hohen Egge, bei Bad Münder am Deister
- Pappmühle, bei Zersen
- Baxmann-Baude, bei Zersen
- Weinschänke, in Rohdental